# (2174) Asmodeus
(2174) Asmodeus es un asteroide perteneciente al cinturón de asteroides, descubierto el 8 de octubre de 1975 por Schelte John Bus y el también astrónomo John Huchra desde el Observatorio del Monte Palomar, Estados Unidos. 

## Designación y nombre
Designado provisionalmente como 1975 TA. Fue nombrado Asmodeus en homenaje al demonio Asmodeo.